# Triptih (Puccini)
Triptih (italijansko Il trittico) je poimenovanje za tri operne enodejanke, ki jih je uglasbil Giacomo Puccini. Krstna predstava vseh treh del je bila 14. decembra 1918 v newyorški Metropolitanski operi. Dirigent predstave je bil Roberto Moranzoni.
Triptih sestavljajo:
- Plašč (libreto Giuseppe Adami),
- Sestra Angelika (libreto Giovacchino Forzano),
- Gianni Schicchi (libreto Giovacchino Forzano).

Italijanska praizvedba triptiha je bila 11. januarja 1919 v Rimu. Prva slovenska izvedba triptiha je bila že v sezoni 1921/1922 na odru ljubljanske Opere pod glasbenim in režijskim vodstvom Fridrika Rukavine. 
Puccini je kmalu po krstu del privolil, da se lahko opere triptiha uprizarjajo tudi posamezno. Gianni Schicchi je pogosto v sporedih opernih gledališč, saj je po mnenju kritike ravno to delo najprepričljivejše. Tako je bila v Ljubljani ta komična opera samostojno izvedena v sezonah 1938/1939 in 1955/1956 (prvič skupaj s Čajkovskega Jolanto, drugič z Martinůjevo Ženitvijo).